# Gar Jovã
Gar Jovã (Ghār Jowan) ou Gar Zabim (Ghār Zabin) é uma vila da província de Badaquexão, no nordeste do Afeganistão. Próximo a ela fica o vale de Gar Zabim.